# منار (سری‌لانکا)
منار (به لاتین: Mannar, Sri Lanka) یک منطقهٔ مسکونی در سری‌لانکا است که در ناحیه منار واقع شده‌است.

## خصوصیات
منار ۳۵٬۸۱۷ نفر جمعیت دارد.